# Liste der Mitglieder der American Academy of Arts and Sciences/1980
Im Jahr 1980 wählte die American Academy of Arts and Sciences 87 Personen zu ihren Mitgliedern.

## Neugewählte Mitglieder
- Ralph Belknap Baldwin (1912–2010)
- Albert Bandura (1925–2021)
- R. H. Bing (1914–1986)
- Kurt Bittel (1907–1991)
- Emilio Bizzi (* 1933)
- Duncan Black (1908–1991)
- Howard Mayer Brown (1930–1993)
- George Francis Cahill (1927–2012)
- John Langdon Caskey (1908–1981)
- Gerhard Casper (* 1937)
- Kwang-chih Chang (1931–2001)
- Carolyn Cohen (1929–2017)
- Melvin Cohn (1922–2018)
- Allan MacLeod Cormack (1924–1998)
- Warren Crawford Cowgill (1929–1985)
- John Chambers Crowell (1917–2015)
- Arthur Coleman Danto (1924–2013)
- Robert Choate Darnton (* 1939)
- Rudiger Dornbusch (1942–2002)
- Isidore Samuel Edelman (1920–2004)
- Irvin Ehrenpreis (1920–1985)
- Ernest Ludwig Eliel (1921–2008)
- Don Edward Fehrenbacher (1920–1997)
- Albert Feuerwerker (1927–2013)
- Dennis Flanagan (1919–2005)
- Merton Corson Flemings (* 1929)
- George Harry Ford (1914–1994)
- George McClelland Foster (1913–2006)
- Jerome Isaac Friedman (* 1930)
- Roland Mushat Frye (1921–2005)
- Edwin Jean Furshpan (* 1928)
- Angelo Bartlett Giamatti (1938–1989)
- John Rankine Goody (1919–2015)
- Nadine Gordimer (1923–2014)
- Kent Greenawalt (1936–2023)
- Roderic Alfred Gregory (1913–1990)
- Clarence Hugh Holman (1914–1981)
- Andrew Welsh Imbrie (1921–2007)
- Edward Crosby Johnson (1930–2022)
- Bela Julesz (1928–2003)
- Fotis Constantine Kafatos (1940–2017)
- George Katona (1901–1981)
- Morton Keller (* 1929)
- Ivan Robert King (1927–2021)
- Stephen Cole Kleene (1909–1994)
- Ralph Landau (1916–2004)
- Joseph LaPalombara (* 1925)
- Jean-Marie Pierre Lehn (* 1939)
- Barbara Kiefer Lewalski (1931–2018)
- Heinz Adolf Lowenstam (1912–1993)
- Robert Emerson Lucas (1937–2023)
- Joaquin Mazdak Luttinger (1923–1997)
- Mary Frances Lyon (1925–2014)
- Joseph Boyd Martin (* 1938)
- Donald Stuart McClure (1920–2017)
- Paul Meier (1924–2011)
- William Frederick Miller (1925–2017)
- Bernice Levin Neugarten (1916–2001)
- Alfred Otto Carl Nier (1911–1994)
- Robert Norton Noyce (1927–1990)
- Claes Thure Oldenburg (1929–2022)
- Ronald Howard Paulson (* 1930)
- Robert George Petersdorf (1926–2006)
- Merrill Daniel Peterson (1921–2009)
- Edmund Strother Phelps (* 1933)
- David Pines (1924–2018)
- Hanna Fenichel Pitkin (1931–2023)
- Robert David Putnam (* 1941)
- David Domingo Sabatini (* 1931)
- Roger Newland Shepard (1929–2022)
- David Arthur Shirley (1934–2021)
- John Henry Sinfelt (1931–2011)
- Hamilton Othanel Smith (* 1931)
- Chester G. Starr (1914–1999)
- John Hyslop Steele (1926–2013)
- Brian Tierney (1922–2019)
- Laurence Henry Tribe (* 1941)
- Rudolf Trümpy (1921–2009)
- Amos Tversky (1937–1996)
- Arthur Taylor von Mehren (1922–2006)
- Salome Gluecksohn Waelsch (1907–2007)
- Mack Walker (1929–2021)
- Kenneth Neal Waltz (1924–2013)
- John Roy Whinnery (1916–2009)
- George Masters Woodwell (* 1928)
- Robert Boleslaw Zajonc (1923–2008)
- Israel Zelitch (* 1924)